# Laixma
Laixma (en rus: Лашма) és un poble (un possiólok) de l'óblast de Riazan, a Rússia, segons el cens del 2010 tenia 1.421 habitants.